# Nestor (gênero)
Nestor é um gênero de ave da família Strigopidae.Pode ser encontrado na Nova Zelândia e a Austrália

## Espécies
- Papagaio-da-nova-zelândia ou kea, Nestor notabilis
- Kākā, Nestor meridionalis
  - Nestor meridionalis septentrionalis
  - Nestor meridionalis meridionalis
- Nestor productus (extinto)
- Nestor chathamensis (extinto)